# Blue Note (locale Milano)
Il Blue Note Milano è un jazz club di Milano fondato nel 2003.
Inaugurato nel 2003, il locale è nato come alternativa italiana allo storico Blue Note di New York; quest'ultimo ha infatti creato altri club in giro per il mondo sotto il nome "Blue Note" che hanno sede, oltre che a New York e Milano, anche alle Hawaii, Shangai, Napa (California), Tokyo, Rio de Janeiro, San Paolo e Pechino.
Ogni spettacolo viene settimanalmente trasmesso in diretta su Radio Monte Carlo nel programma Monte Carlo Nights.

## Il locale
Con oltre 300 posti a sede, il Blue Note è uno dei palchi più importanti e prestigiosi nel panorama jazz europeo.
Il locale ospita concerti sei volte alla settimana, dal martedì alla domenica, con un doppio spettacolo giornaliero, il primo alle 21 ed il secondo alle 23; la domenica invece si svolge invece un unico spettacolo alle 21.
Al club si sono esibiti alcuni dei più importanti artisti del panorama internazionale tra i quali Al Di Meola, Stefano Bollani e Chick Corea, inoltre si sono esibiti anche artisti provenienti da altri generi musicali tra i quali Guè e Raphael Gualazzi.